# Нильссон, Бенгт
Нильс Бенгт Нильссон (швед. Nils Bengt Nilsson; 17 февраля 1934, Хернёсанд, Вестерноррланд — 11 мая 2018, Solna, Стокгольм) — шведский легкоатлет, специалист по прыжкам в высоту. Выступал за сборную Швеции по лёгкой атлетике в середине 1950-х годов, чемпион Европы, победитель и призёр соревнований национального уровня, рекордсмен страны, участник летних Олимпийских игр в Мельбурне.

## Биография
Бенгт Нильссон родился 17 февраля 1934 года в городе Хернёсанд губернии Вестерноррланд, Швеция. Проходил подготовку в Стокгольме в столичном спортивном клубе «Вестермальмс». Неоднократно становился победителем и призёром шведских национальных первенств.
Наибольшего успеха в своей спортивной карьере добился в сезоне 1954 года, когда с результатом 2,114 метра установил рекорд Европы, вошёл в основной состав шведской национальной сборной и побывал на чемпионате Европы в Берне, откуда привёз награду золотого достоинства, выигранную в прыжках в высоту. За эти выдающиеся достижения по итогам сезона был награждён золотой медалью газеты «Свенска дагбладет».
Поздней осенью 1955 года во время тренировки неудачно приземлился на замёрзшую землю и получил травму, из-за которой вынужден был на некоторое время уйти из лёгкой атлетики.
Оправившись от травмы, Нильссон вернулся в большой спорт и благодаря череде удачных выступлений удостоился права защищать честь страны на летних Олимпийских играх 1956 года в Мельбурне, однако здесь попасть в число призёров не смог — с результатом 1,82 остановился уже на предварительном квалификационном этапе (занял 26 место в итоговом протоколе соревнований). Вскоре по окончании этой Олимпиады принял решение завершить спортивную карьеру.
Умер 11 мая 2018 года в возрасте 84 лет.